# Walzbiegen

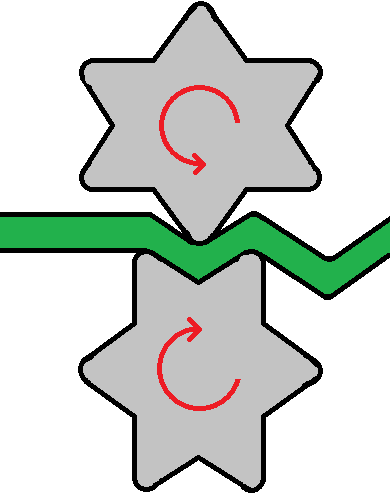
Wellbiegen: Das Blech wird von links durch die rotierenden Walzen gedrückt und dabei gewellt

Das Walzbiegen ist ein Fertigungsverfahren aus der Gruppe Biegeumformen mit drehender Werkzeugbewegung. Als Werkzeuge werden dabei Walzen genutzt, die auch profiliert sein können. Im Gegensatz zum Walzen, das zum Druckumformen zählt und massive Rohteile bearbeitet (Massivumformung), werden beim Walzbiegen Biegespannungen in die Umformzone eingebracht und meist Bleche als Rohteil verwendet (Blechumformung), teils ebenfalls massive Rohteile wie Stangen oder Rohre.
In der DIN 8586 wird das Walzbiegen wie folgt eingeteilt:
- Walzrunden: Verrunden von geraden Rohteilen, die zwischen den Walzen gebogen werden. Der Biegeradius wird über die Position der Walzen eingestellt, nicht über deren Form.
- Walzrichten: Dient zum Richten, also dem Geradebiegen, krummer Werkstücke.
- Walzprofilieren: Dabei werden profilierte Walzen genutzt, um aus einem flachen Band ein Profil zu erzeugen.
- Walzziehbiegen: Hier sind nicht wie sonst die Walzen angetrieben, sondern das Werkstück wird zwischen zwei oder mehr mitlaufenden Walzen hindurchgezogen. Ansonsten entspricht es dem Walzprofilieren.
- Wellbiegen: Die „Walzen“ haben dabei mehrere auf dem Umfang verteilte Ausbuchtungen, ähnlich einem Zahnrad. Es dient zur Herstellung von Wellblech.